# Brocourt-en-Argonne
Brocourt-en-Argonne – miejscowość i gmina we Francji w departamencie Moza, w regionie Grand Est, założona w 1793 pod nazwą Brocourt, zamienioną w 1924 na Brocourt-en-Argonne. Kościół Świętego Michała z końca XVII wieku. Według danych na rok 2006 gminę zamieszkiwało 51 osób.